# Jalová hřídel
Jalová hřídel je hřídel vkládaná do soustavy hřídelí pouze pro přenos točivého momentu mezi pohonnou hřídelí a hnanými hřídelemi (obvykle na podvozku). Otáčí se ve stejném smyslu jako hnané hřídele a má s nimi rovnoběžnou osu.
Jalová hřídel se využívá tam, kde buď není prostorově možné pohánět hnané hřídele přímo, nebo tam, kde je nutné izolovat hnací hřídel od vibrací hnaných hřídelí.
Typickým použitím jalové hřídele byl pohon některých prvních motorových a elektrických lokomotiv. Hřídel byla poháněna motorem a byla pevně spojena s rámem podvozku. Nebyla opatřena koly. Pomocí spojnic tato hřídel poháněla spřažená dvojkolí (podobně jako na parních lokomotivách).
Jalová hřídel je také často používána pro pohon pásových podvozků těžkých strojů, jejichž pásy mají díky pohonu jalovou hřídelí typický trojúhelníkový tvar opásání rozet.